# سرخاب‌سر سرخ
سرخاب‌سر سرخ یا فودی سرخ (نام علمی: Foudia madagascariensis) نام یک گونه از سرده فودی است.